# جورج ويتمان
جورج ويتمان هو سياسي كندي، ولد في 1823. انتخب عضو مجلس نواب نوفا سكوتيا.